# Informe Washington sobre Asuntos de Oriente Medio
El Informe Washington sobre Asuntos de Oriente Medio (en inglés estadounidense: Washington Report on Middle East Affairs) es una revista de política exterior con sede en Washington D. C. que se ocupa de los asuntos relacionados con Oriente Medio. El Informe Washington es publicado por la Fundación Educacional Americana (en inglés estadounidense: American Educational Trust),  fundada en 1982 e integrada por exmilitares, embajadores y empleados de la Agencia de Información de los Estados Unidos. El comité de asuntos exteriores de la organización incluía a James William Fulbright y Charles H. Percy, ambos presidentes del comité de relaciones exteriores del Senado de los Estados Unidos. El Informe Washington sobre Asuntos de Oriente Medio, se refiere en su posición a la resolución 242 del Consejo de Seguridad de las Naciones Unidas, sobre la solución del conflicto de Oriente Medio. Según su propia declaración, la organización apoya diversas soluciones al problema, todas ellas sobre la base de la carta de las Naciones Unidas y el tradicional apoyo estadounidense a los derechos humanos, la autodeterminación de los pueblos y el juego limpio. El Informe Washington estima que Estados Unidos entregó unos 108.000 millones de dólares estadounidenses en donaciones directas a Israel entre los años 1949 y 2006, incluida una ayuda militar de 51.000 millones de dólares estadounidenses.
El informe también enumera las donaciones hechas por la organización del lobby proisraelí AIPAC, a varios miembros de la legislatura y analiza las verdaderas razones del conflicto palestino-israelí.
El Informe Washington ha sido criticado por varios grupos de presión proisraelíes. Las organizaciones Committee for Accuracy in Middle East Reporting in America (CAMERA) y Middle East Forum, describen el informe como antiisraelí, antisionista y teoría conspirativa.
El sitio web jewishworldreview.com, afirma que el Informe Washington: "Es el manual del lobby pro-árabe en los Estados Unidos, difama a Israel y está financiado por el gobierno saudí".